# Porto Garibaldi
Porto Garibaldi is een plaats (frazione) in de Italiaanse gemeente Comacchio.